# Neopanorpa maai
Neopanorpa maai är en näbbsländeart som beskrevs av Cheng 1957. Neopanorpa maai ingår i släktet Neopanorpa och familjen skorpionsländor. Inga underarter finns listade i Catalogue of Life.